# Magyar kőhúr
A magyar kőhúr (Minuartia frutescens) a kétszikűek (Magnoliopsida) osztályába a szegfűvirágúak (Caryophyllales) rendjébe, ezen belül a szegfűfélék (Caryophyllaceae) családjába tartozó faj.
Latin nevében a minuartia kis termet-et, a frutescens bokrosodó-t jelent.
A magyarkőhúros szilikátsziklagyep (Minuartio-Festucetum pseudodalmaticae) a Bükk hegység vulkanikus eredetű szikláinak szilikát sziklagyepei, melynek egyik névadó növénye ez a kárpáti-pannon endemikus faj.
A magyarországi hat kőhúr faj közül csak egyetlen, a magyar kőhúr védett.

## Előfordulása
A sziklafelszínt megszakító, vulkáni eredetű szilikát sziklagyep talajfoltokon, a szikla repedéseiben felhalmozódó talajon nőnek. 
Ritkábban szilikát-lejtősztyepréten is előfordul. 
Ezeken a szélsőségesen napos, száraz élőhelyeken a növényzet csak hézagosan, kis területeken borítja a felszínt.
Magyarországon előfordul: Balaton-felvidék, Bükk: Saskő, Füzéri várhegy, Szarvaskő (itt találhatóak a legszebb állományok), Zemplén, Mátra (Gyöngyöstarján: Világos-hegy), Börzsöny (Központi-Börzsöny, Ipolytölgyes), Börzsöny (hegység), Cserhát, Visegrádi-hegység, Velencei-hegység).
Nyerges-tető (Románia) nyílt sziklagyepjein is megtalálható.
Mindenhol ritka növény.

## Megjelenése

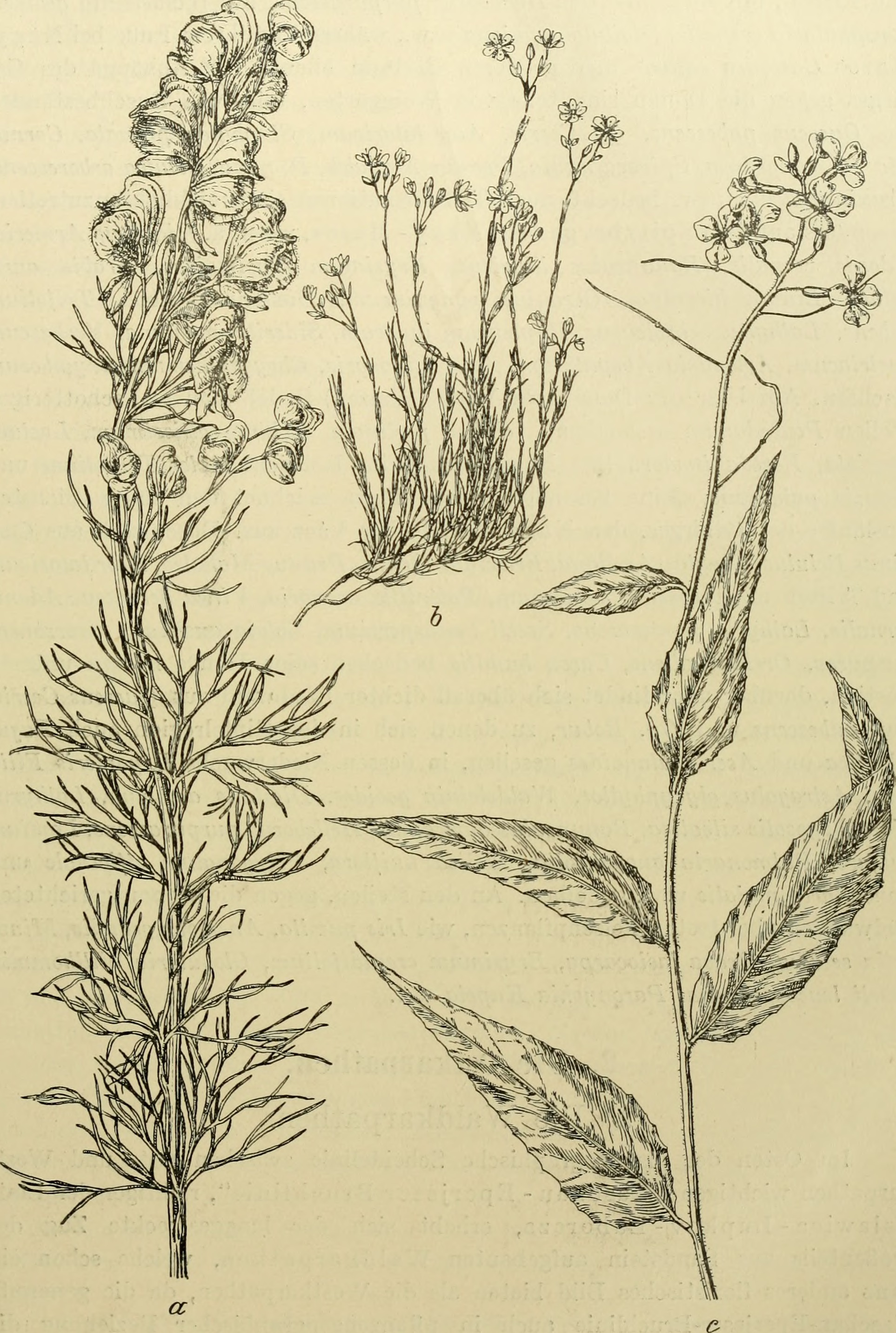

Évelő, alacsony termetű, 15–20 cm magas, bokrosodó félcserje.

### Gyöktörzse
Kisujj vastagságú, fásodó, melynek elágazásai sarjtelepeket képeznek, sűrű levelű gyepecskékké fejlődve, úgy tűnve mintha apró bokrok lennének.
A gyöktörzsből akár 100 éven keresztül is, évről évre 10–15 cm-es hajtások fejlődhetnek.

### Levelei
Pálhátlanok, szálasak, mint minden szegfűfélénél a levélpárok keresztben átellenesek, körbeölelik a szárat. A tőnél a levelek a szárleveleknél keskenyebbek, páronként 1–2 mm hosszúságban összenőttek egymással és fűszerű levélkék is nőnek rajtuk.

### Virágai
A vékony szár végén, egyesével nyílnak, kettős-bogas, mirigyszőrös, öttagú virágzatot alkotva. Öt keskeny, fehér színű, tojásdad alakú sziromlevele és szintén öt, zöld színű, lándzsa alakú, vékony, hártyás szegélyű csészelevele van, melyen 5-7 hosszanti ér fut végig. A csészelevelek a szirmoknál kisebbek. A virágokban három bibeszál van. A porzók vége halványlila. Termése sokmagvú tok, mely a magházból három foggal nyílik.
Virágzás: május-június.

## Érdekességek
- A Nemzeti Biodiverzitás-monitorozó Rendszer (NBmR) feladata a magyarországi ritka fajok állapotának nyomonkövetése, adatgyűjtés és a létrejövő változások okainak megkeresése. I. projektjének tevékenysége a védett és veszélyeztetett fajok monitorozára. Az I/a. alprojekt keretében 42 növényfajnak, 113 helyszínen való megfigyelése folyik, a magyar kőhúré is.[16]
- A tápiószelei Növényi Diverzitás Központban (NöDiK) található a  Pannon Magbank, mely a Magyarországon vadon élő őshonos növények 800 fajának begyűjtését és tárolását valósította meg, köztük a magyar kőhúrét is. Az aktív tárolóban a  magmintákat nem csak gyűjtik, de csíráztatják, vizsgálják is, az adatokat pedig egy saját fejlesztésű adatbázisban rögzítik, ahol később is felhasználhatóak, kiértékelhetőek lesznek. A minták duplikátumait (másodpéldányait) Tápiószelén és Vácrátóton 0 °C-os-, Tápiószelén és Bódvarákón -20 °C-os tárolókban őrzik. A teljes biztonság érdekében, az esetleges környezeti kockázatoktól megkímélve, a bázistároló duplikátumait az Aggteleki Nemzeti Park területén található Esztramos hegyben lévő hajdani ércbánya-járatban raktározzák. Az őrzött magminták alkalmasak a fajok megmentésére, melyet visszatelepítési kísérletekkel is igazoltak.[17]

## Hasonló fajok
A hat kőhúr fajból négytől könnyen megkülönböztethető, mivel ezek szirmai a csészeleveleknél kisebbek.
A hozzá legjobban a tavaszi kőhúr (Minuartia verna) hasonlít, de ennek vékony, nem fás szára van, csészelevelei csak három erűek, és levelei alig összenőttek. A sziklai kőhúr (Minuartia setacea) virágainak csészelevelei fehér színűek, 2 zöld csíkkal.
|  |  |